# Sartène

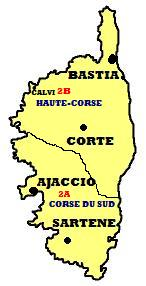
Sartène na mapie Korsyki

Sartène (korsyk. Sartè) – miasteczko i gmina we Francji, w regionie Korsyka, w departamencie Korsyka Południowa, jest stolicą korsykańskiego regionu Sartènais. Sartène szczyci się tym, że jest najbardziej korsykańskim z wszystkich korsykańskich miejscowości. Sartène podobnie jak wszystkie prawie miejscowości korsykańskie jest podzielone na część górną i dolną. Centralnym punktem miasta jest Plac Wolności (Place de la Libération), przy którym znajduje się lokalny ratusz. Poza lipcowo-sierpniowym szczytem turystycznym Sartène pozostaje malowniczą oazą spokoju otoczoną licznymi winnicami.
Według danych na rok 1990 gminę zamieszkiwało 3525 osób, a gęstość zaludnienia wynosiła 18 osób/km².